# Burgess Shale

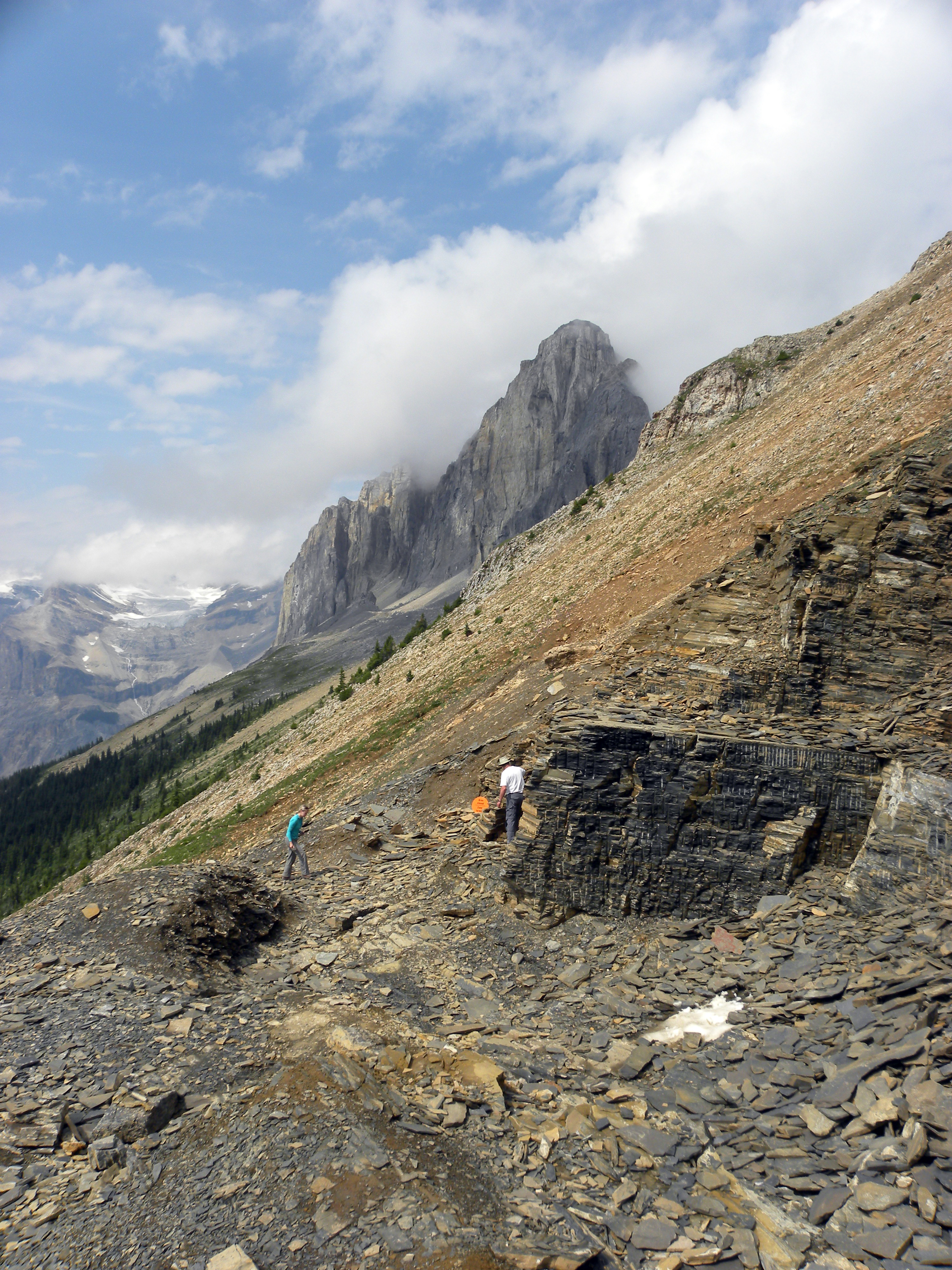
Walcott Quarry.

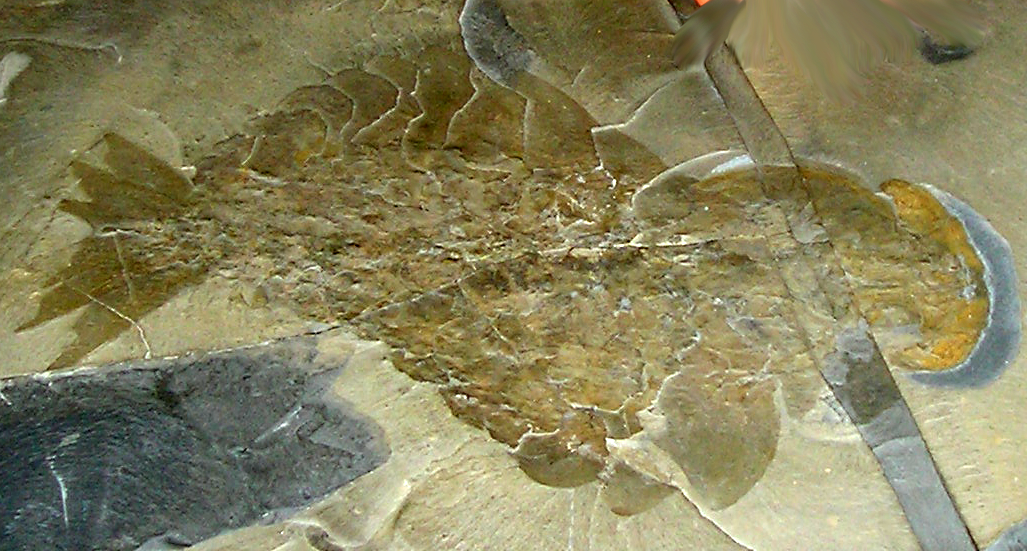
Fossiel van Anomalocaris, een van de bizarre dieren uit de Burgess Shale.

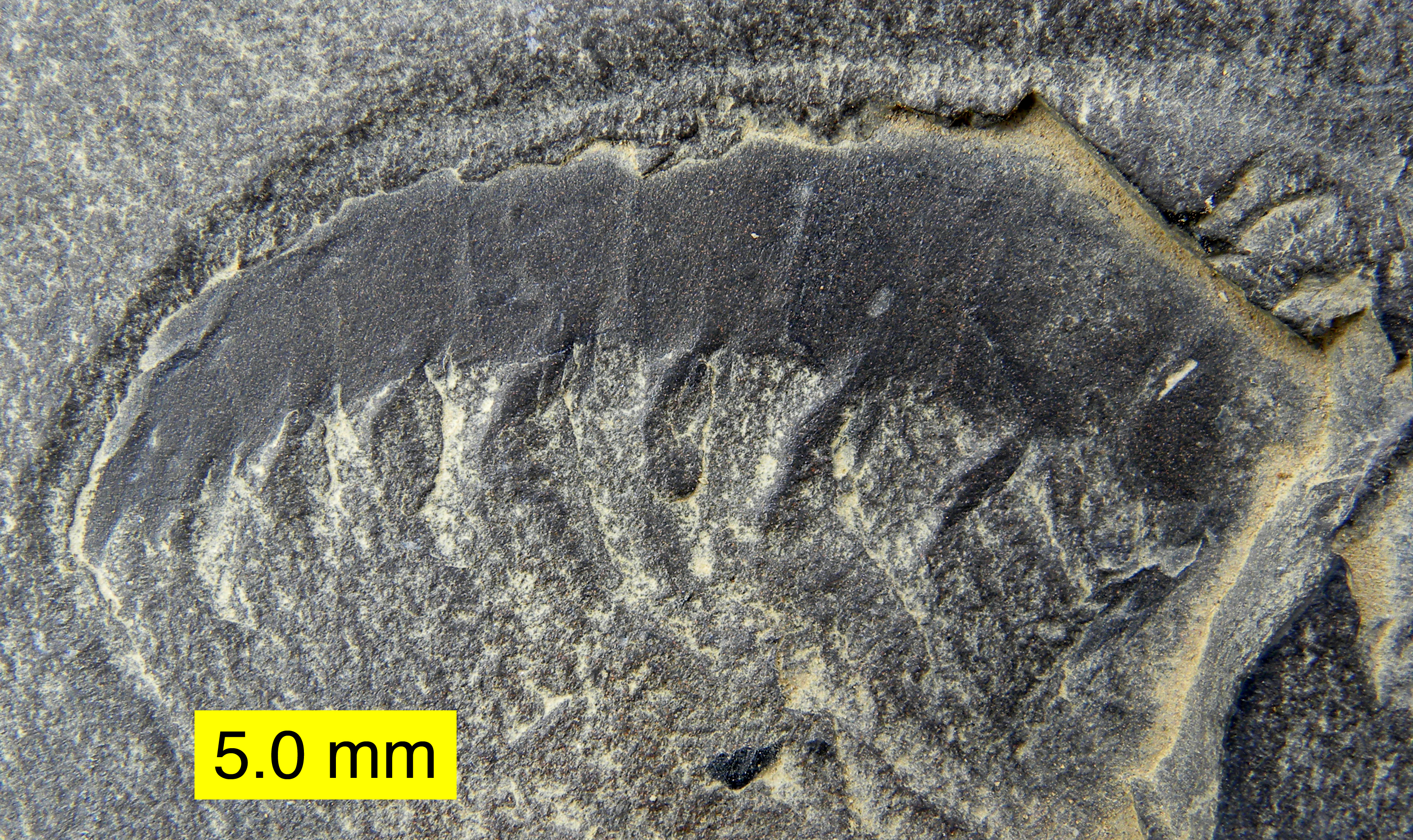
Fossiel van een Cambrische mariene soort uit de familie Anomalocarididae.

De Burgess Shale (Engels: shale betekent schalie of kleisteen) is een geologische formatie uit het Cambrium in het Canadese gedeelte van de Rocky Mountains in het Nationaal park Yoho (Brits-Columbia). De Burgess Shale is bekend vanwege zijn bijzondere fossielen uit het Cambrium. De formatie wordt gedateerd op ongeveer 500 miljoen jaar oud.

## Fossielen
De fossielen die in de Burgess Shale zijn gevonden, zijn bijzonder omdat ook de zachte delen van organismen zijn gefossiliseerd. De fossielen dateren bovendien uit het Cambrium en zijn gedeeltelijk van organismen met een bouwplan dat niet is thuis te brengen in de bekende stammen (phyla).
De fossielen werden in 1909 en de jaren daarna gevonden door Charles Walcott in de later naar hem genoemde "Walcott Quarry". In eerste instantie werd het belang van de fossielen niet onderkend. In de jaren 1980 werd nader onderzoek verricht aan de fossielen door Harry Blackmore Whittington, Derek Briggs en Simon Conway Morris van de Universiteit van Cambridge.
Veel dieren hadden een bizarre anatomie en kwamen nauwelijks overeen met tegenwoordig bekende dieren.
Voorbeelden zijn:
- Opabinia, met vijf ogen en een snuit als een stofzuiger
- Aysheaia, een primitieve vorm van de moderne fluweelwormen (Onychophora)
- Nectocaris, die misschien een kreeftachtige met vinnen is, of een gewerveld dier met een schelp
- Hallucigenia die aanvankelijk werd voorgesteld als lopend op bilaterale uitsteeksels, maar door Simon Conway Morris werd ingedeeld bij de fluweelwormen met de uitsteeksels op zijn rug
- Marrella, een geleedpotige van vermoedelijk een geheel aparte klasse

Sommige onduidelijke fossielen bleken later lichaamsdelen te zijn van roofdieren als Anomalocaris.

## Schalie
De schalie is waarschijnlijk ontstaan op de bodem van een modderige zee. De aflopende kanten stortten van tijd tot tijd naar beneden en namen alle organismen mee. De instortingen kwamen tot stilstand in zuurstofloos water waar geen aaseters konden leven.

## Betekenis
De fossielen van de Burgess Shale maakten veel discussie los over de Cambrische Explosie, een betrekkelijk korte periode in het Cambrium waarin veel nieuwe soorten ontstonden. De evolutiebioloog Stephen Jay Gould schreef het boek Wonderful Life over de fossielen. Hierin benadrukte hij dat het beperkte aantal anatomische bouwplannen van de tegenwoordige fauna (dat zijn uitdrukking vindt in het aantal phyla) het gevolg is van welk bouwplan in het Cambrium toevalligerwijze overleefde. De meeste bouwplannen die gevonden worden in de fossielen van de Burgess Shale zijn uitgestorven. De paleontoloog Simon Conway Morris, die in de jaren 1980 de fossielen nader onderzocht, betoogt echter in zijn boek The Crucible of Creation dat de onplaatsbaar lijkende fossielen bij nadere beschouwing toch geplaatst kunnen worden in de evolutionaire ontwikkeling van de bekende phyla en dat daarnaast de bestaande phyla op dit moment een veel grotere vormenrijkdom kennen dan in de tijd van het Cambrium.
Er is later een aantal vergelijkbaar oude vindplaatsen van fossielen gevonden op het Cambrische continent Laurentië, bijvoorbeeld Sirius Passet in Groenland.
Ook zijn in China vergelijkbare, en zelfs iets oudere fossielen gevonden, met name de biota van Chengjiang. Opmerkelijk is dat de meeste van de fossielen van de Burgess Shale, ook de vreemdsoortige, ook daar zijn gevonden. Dat suggereert dat de fauna's toen met elkaar in verbinding stonden. Mogelijk konden de soorten de verschillende continenten over de oceaanbodem bereiken.
De Burgess Shale is in 1981 door UNESCO tot Werelderfgoed verklaard. Later werd het gebied, als onderdeel van Yoho Nationaal Park, ondergebracht bij de Parken in de Canadese Rocky Mountains. Fossielen van de Burgess Shale zijn onder meer te zien in het Royal Ontario Museum in Toronto (Ontario, Canada) en in het Royal Tyrrell Museum of Palaeontology in Drumheller (Alberta, Canada).

## Boeken over de Burgess Shale
- Harry Whittington, The Burgess Shale (1985)
- Stephen Jay Gould, Wonderful Life (1989)
- Derek Briggs, The fossils of the Burgess Shale (1994)
- Simon Conway Morris, The Crucible of Creation (1998)